# Antoniuskirche (Zdzieszowice)

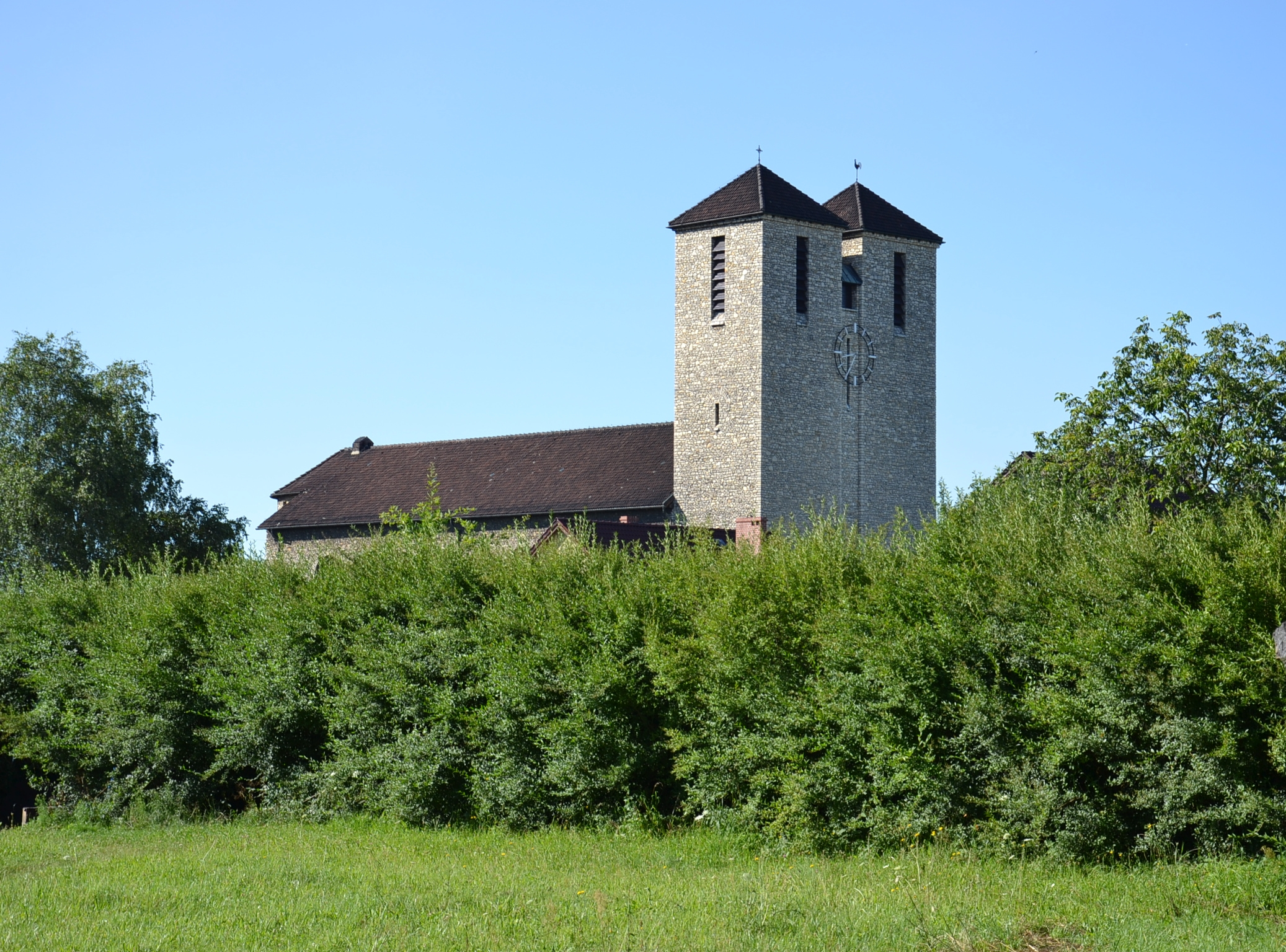
Kirche St. Antonius

Die Antoniuskirche (polnisch Kościół św. Antoniego) ist eine römisch-katholische Kirche in der schlesischen Ortschaft Zdzieszowice (Deschowitz) in der Woiwodschaft Opole. Das Gotteshaus liegt nördlich des alten Ortskerns an der ul. Pokoju. Die Kirche ist die Hauptkirche der Pfarrei St. Antonius (Parafia św. Antoniego) in Zdzieszowice.

## Geschichte

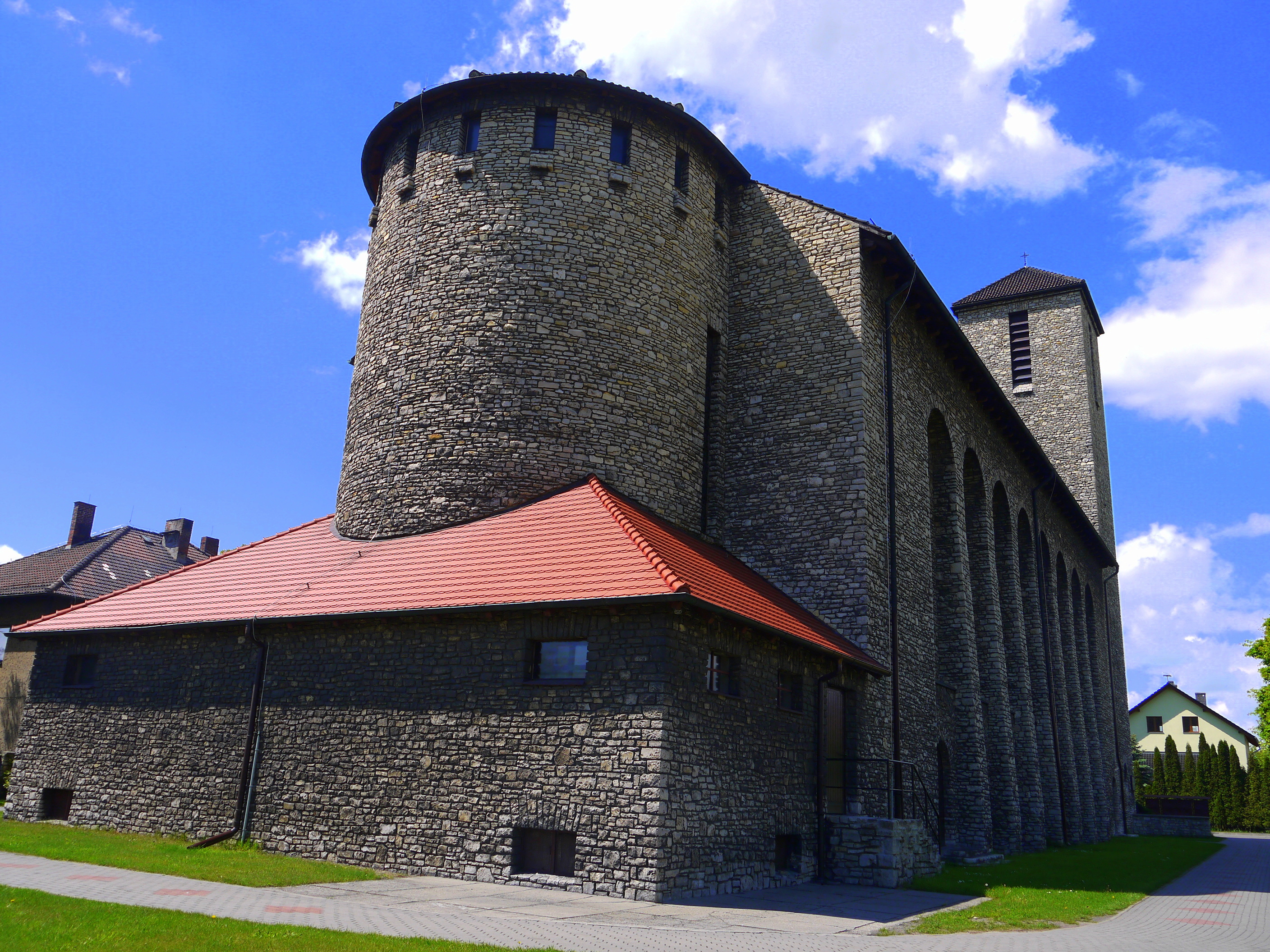
Rückansicht

Mit der zunehmenden Ansiedlung von Industrieanlagen wuchs die Bevölkerung von Deschowitz Anfang des 20. Jahrhunderts rasant an. 1920 wurde eine erste Kirche, welche ebenfalls dem Hl. Antonius geweiht ist, erbaut. Am 1. Juni 1922 wurde die Pfarrei St. Antonius gegründet und von der Pfarrei in Leschnitz losgelöst. Mit Gründung der Kokerei im Ort und einer stetig ansteigenden Anzahl an Pfarrmitgliedern wurde der Kirchenbau zu klein.
Unter dem damaligen Pfarrer Friedrich Czernik wurde, ca. 500 m weiter östlich, eine neue Kirche zwischen 1935 und 1937 erbaut. Am 11. November 1937 erfolgte die Weihe des Gotteshauses. Ende des Jahres 1944 wurde die Kirche bei Fliegerangriffen teilweise zerstört. Bis 1946 erfolgte der Wiederaufbau.
Seit 1991 werden in der Kirche auch Messen in deutscher Sprache gefeiert.

## Architektur
Der Kirchenbau mit zwei Glockentürmen entstand im neoromanischen Stil. Der einschiffige Saalbau entstand nach einem Entwurf des Architekten Felix Hinssen. Der für den Bau verwendete Kalkstein stammt aus dem Kalksteinbruch am St. Annaberg.